# Ramonda (cómic)
Ramonda es un personaje ficticio que aparece en los cómics estadounidenses publicados por Marvel Comics. Creada por Don McGregor y Gene Colan, apareció por primera vez en Marvel Comics Presents vol. 1, #14 de 1989. Representada como La Reina de Wakanda, Ramonda es madre de la princesa Shuri y el superhéroe conocido como Pantera Negra. 
Angela Bassett ha interpretado a la personaje en las películas del Universo Cinematográfico de Marvel para Black Panther (2018), Avengers: Endgame (2019), prestó su voz en la serie de Disney+, What If... (2021) y para Black Panther: Wakanda Forever (2022).

## Historia de publicación
El personaje, creado por Don McGregor y Gene Colan, apareció por primera vez en Marvel Comics Presents Vol. 1 # 14 (marzo de 1989).

## Biografía del personaje ficticio
Ramonda es la Reina Madre de Wakanda, madre de Shuri y madrastra de T'Challa. Ella es la segunda esposa de T'Chaka. Nacida en Sudáfrica, se casó con T'Chaka después de la muerte de su esposa anterior, N'Yami. Algún tiempo después de tener a Shuri, Ramonda fue capturada por el supremacista blanco, Anton Pretorius y sufrió años de abuso sexual por parte de él. Cuando T'Challa descubrió dónde tenían a su madre, se puso el traje de Pantera Negra y rescató a su madre. Cuando Anton insistió en que la amaba, Ramonda le dio un puñetazo en la cara y se fue con su hijo.
Cuando Birnin Zana fue atacada por terroristas, Ramonda resultó gravemente herida, sufrió varias fracturas y terminó en coma. Finalmente salió de su coma y, a pesar de la posibilidad de parálisis, logró sanar un poco y ahora camina con un bastón.

## En otros medios

### Televisión
- Aunque no se menciona su nombre, Ramonda aparece en la serie animada de Black Panther con la voz de Alfre Woodard.[9] Simplemente la llamaron Reina Madre.
- Ramonda volvió como una versión alternativa en las próxima serie de Disney+, What If... (2021), con la voz de Angela Bassett.

### Cine
Ramonda aparece en las películas de acción en vivo de Marvel Cinematic Universe y es interpretada por Angela Bassett. 
- Ella interpreta a Ramonda en Black Panther (2018) como la madre de T'Challa y Shuri, y la Reina Madre de Wakanda.[10] Boseman señaló que Ramonda "es uno de los asesores que T'Challa buscaría... para algunas de las respuestas de lo que su padre podría querer o podría hacer. Puede que no esté exactamente en lo correcto todo el tiempo, pero definitivamente tiene ideas".[11] Bassett llevaba una peluca plateada hasta la cintura para el papel que se hizo de 120 piezas de cabello enrolladas a mano en rastas.[12] Calliet también se desempeñó como entrenadora de Bassett, trabajó con ella antes de comenzar a filmar, y mientras estaba en el set, creó circuitos de Entrenamiento de intervalos de alta intensidad y ayudó a elaborar su dieta.[13] En esta versión de Ramonda, es la madre biológica de T'Challa y Shuri. Después de que Erik Killmonger toma el trono, ella, Shuri, Nakia y Everett K. Ross huyen de la ciudad a la tierra Jabari y descubren que M'Baku rescató a un T'Challa inconsciente. Después de que T'Challa se recupera y reclama el trono, regresa a la ciudad.
- En la película de 2019, Avengers: Endgame,[14] se reúne con T'Challa y Shuri y observa la celebración del regreso de las víctimas.
- En la película de 2022, Black Panther: Wakanda Forever, toma el papel de reina regente tras la muerte de T'Challa y es asesinada por Namor para darle desarrollo de personaje a su hija Shuri y por salvar la vida de Riri Williams.